# 戈代加-迪圣乌巴诺
戈代加-迪圣乌巴诺（義大利語：Godega di Sant'Urbano），是意大利威尼托大区特雷维索省的一个市镇。总面积24.31平方公里，人口6140人，人口密度252.6人/平方公里（2009年）。国家统计（ISTAT）代码为026033。

## 友好城市
- 法國利勒昂多东 2006年